# Eric Voufack
Eric Josef Arno Voufack (* 25. September 2001 in Halle (Saale) als Eric Josef Arno Schmidt) ist ein deutsch-kamerunischer Fußballspieler, der zuletzt bei Rot-Weiss Essen unter Vertrag stand.

## Karriere
Voufack begann das Fußballspielen im Jahr 2010 beim FSV 67 Halle. 2013 wechselte er zum Halleschen FC, drei Jahre später zur B-Jugend des FC Carl Zeiss Jena. Zur Saison 2019/20 erhielt er einen Profivertrag beim Drittligisten. Dort kam er auch zu seinem ersten Einsatz im Profibereich, als er am 20. Juni 2020 (34. Spieltag) bei der 2:3-Heimniederlage gegen den FC Viktoria Köln in der 82. Spielminute für Tim Kircher eingewechselt wurde.
Zur Saison 2021/22 wechselte Voufack vom Dittligaabsteiger Jena zum Regionalligisten 1. FC Lokomotive Leipzig, bei dem er einen Vertrag bis zum 30. Juni 2023 unterschrieb.
Im Sommer 2023 wechselte Voufack zu Rot-Weiss Essen in die 3. Liga. Nach 50 Spielen in den zwei Spielzeiten trennte sich der Verein im Sommer 2025 jedoch von ihm.

## Erfolge
- Thüringenpokal-Sieger: 2021
- Sachsenpokal-Sieger: 2023